# Saint-Loup (Marseille)
Pour les articles homonymes, voir Saint-Loup.
Saint-Loup est un quartier du 10e arrondissement de Marseille, autrefois banlieue de la ville.

## Situation
Le quartier de Saint-Loup se situe à l'extrémité du quart sud / sud-est de Marseille. Il est limité :
- au nord par l'Huveaune[2] au delà de laquelle se trouve le quartier de La Pomme ;
- à l'est par le quartier de la Valbarelle ;
- au sud par le quartier de Saint-Tronc et les collines de la chaîne de Saint-Cyr ;
- à l'ouest par le quartier de Pont-de-Vivaux.

Le village est traversé d'ouest en est par le boulevard de Saint-Loup, sur le tracé de l'ancienne « route royale de Marseille à Aubagne » devenue partie de la « route de Marseille », ex-nationale 8.
Depuis mai 2016, date de la mise en service de l'avenue Adrienne-Ranc-Sakakini qui en constitue le dernier segment, la voie dite U430 permet de contourner le noyau villageois et de fluidifier le trafic automobile sur le boulevard de Saint-Loup.
Un pont sur l'Huveaune, avenue Florian, permet d'accéder à l'échangeur Florian de l'Autoroute A507 (est de Marseille) et aux quartiers situés plus au nord (La Pomme, Saint-Pierre, Saint-Jean du Désert, etc). Il est doublé à proximité par le pont du Boulevard Urbain Sud mis en service le 1er juillet 2020 (pont situé à la limite est de Pont-de-Vivaux).
Le quartier est desservi par les lignes RTM    , qui suivent le tracé de l'ancienne route nationale No. 8, et      qui passent à l'ouest. Le prolongement du métro (ligne 2) depuis Sainte-Marguerite jusqu'au site des anciennes usines Rivoire & Carret est envisagé pour les prochaines années.

## Population
Longtemps habité par la classe moyenne marseillaise à l'image d'une grande partie du secteur sud-est de la ville, Saint-Loup est un quartier populaire, familial et résidentiel réputé pour sa mixité sociale où cohabitent maisons de ville et logements sociaux, voire villas notamment en se rapprochant des collines. Jusqu'à une époque récente, la vallée de l'Huveaune était fortement industrialisée, et les usines alimentaires (Nestlé, Rivoire & Carré) ou métallurgiques (Coder, Lipp) employaient la plupart des hommes et des femmes du secteur. La désindustrialisation n'a pas été compensée par la création de nouvelles activités, si ce n'est l'installation de zones commerciales de part et d'autre du noyau villageois (Auchan, Castorama, Action, Lidl, Intermarché...) et d'un restaurant Burger King. La population du quartier est en baisse.

## Origine

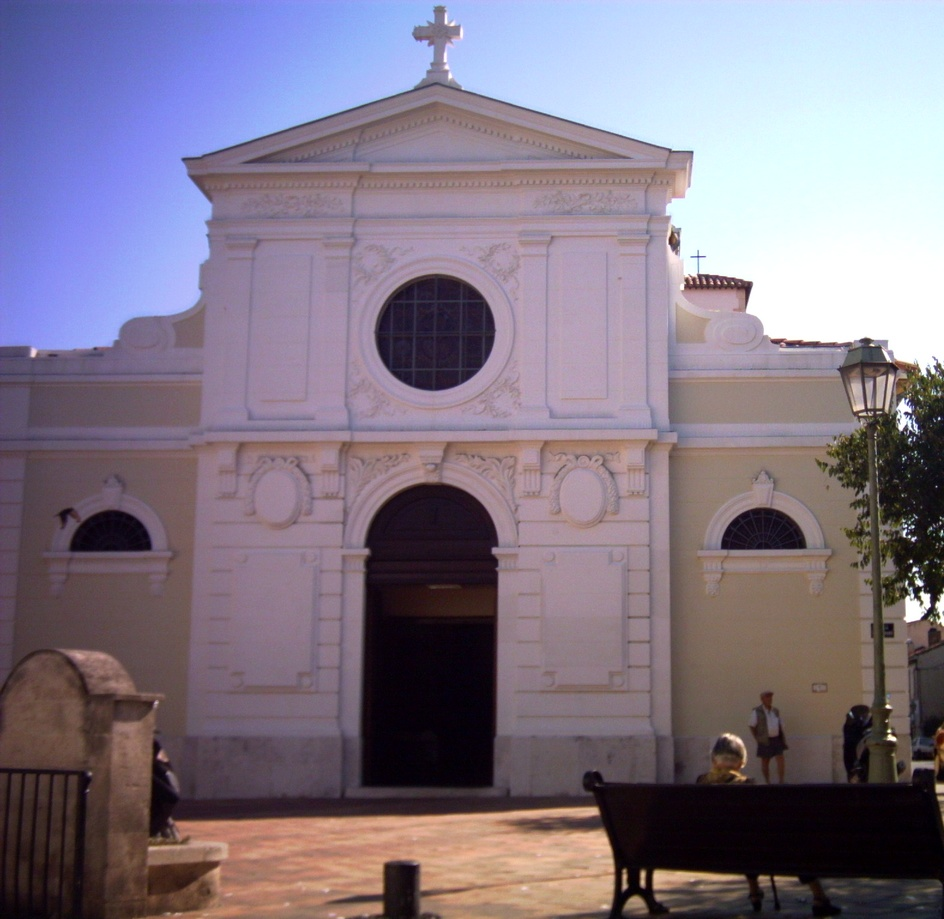
L'église de Saint-Loup, au cœur du village.

L'histoire du quartier débute officiellement le 24 juin de l'année 840 : les moines de l'abbaye de Saint-Victor de Marseille reçurent du seigneur Sigofredus (Siegfried), Vicomte/Vicedominu de Marseille, et de son épouse Erleube (Eurileuba, Herileuba), les terres nommées Carvillanus Ager (terres de Carvillan) composées d'une modeste exploitation agricole et des terres avoisinantes,. Ces terres s'étendaient le long de la rive sud / sud-est de l'Huveaune, de l'actuel Parc Dromel jusqu'à l'actuel Pont-de-Vivaux et l'actuel Saint-Tronc. Ils stabilisèrent les rives de l'Huveaune alors marécageux à cet endroit, rendant ainsi les terres cultivables, firent construire sept moulins sur les rives de l'Huveaune ainsi qu'un couvent de religieuses et une petite chapelle dont existent les ruines sur la colline de Sainte-Croix,.
Les archives de l'abbaye de Saint-Victor révèlent :
- dans une charte de l'abbaye de Saint-Victor datant de l'an 1020, que Guillaume III de Provence entreprit des démarches pour que les moines de Saint-Victor puissent récupérer l'usufruit de leur Couvent[11] ;
- dans une charte de l'abbaye de Saint-Victor datant du 6 octobre 1240, que Raimond Bérenger IV, roi d'Aragon et comte de Provence, prit sous sa protection la terre des religieuses de Carvilian, « ortum monialium de Carviliano ».

Les terres de Carvillan, « Carvillanus Ager » incluaient selon Alfred Saurel, la rive sud / sud-est de l'Huveaune qui verraient au XVIIe-XIXe le château Berger, la campagne Pastré, la campagne Fémy, le Parc Dromel, la campagne de la Sauvagère, Sainte-Marguerite, Pont-de-Vivaux et Saint-Tronc,.
Autour de ce couvent s'érigea un village, le lieu se nomme d'abord Centhis, par déformation du nom d'une peuplade originaire de Savoie émigrée là, les Centones, déformé ensuite en Saint-Thys (Lat. Sanctus Tirsus, Sancti-Tyrsi, Sanctus Tyssus, Saint-Tirse, Thirs, Thyrse, Tirse, Tirce, et en provençal San This...) redéformé encore de Centrones en Centron, en provençal San Tron, nom de l'actuel quartier adjacent de Saint-Tronc.
Au début du XVIe siècle, le Couvent est agrandi vers le Sud et commence à être appelé Saint-Loup, on ne sait exactement pour quelle raison. Le nom de Saint-Loup ne sera évoqué officiellement pour la première fois que le 31 mars 1531, dans une acte passé par devant Maitre Jean Massatelli, notaire à Marseille : « le monastère de Saint-Victor donne en bail à Bernard Zarbin une vigne située à Saint-Loup, à la censive de trois patas à l'office de la Trésorerie. » Il s'agit probablement d'une allusion à l'évêque de Troyes qui au Ve siècle, alla au-devant d'Attila et obtint qu'il épargne sa ville - mais l'Église catholique romaine reconnaît plusieurs autres Saint-Loup. Les noms de Saint-Loup, Saint-Thys et Saint Tronc cohabiteront jusqu'en 1666 pour désigner le même village.

## Lieux et monuments

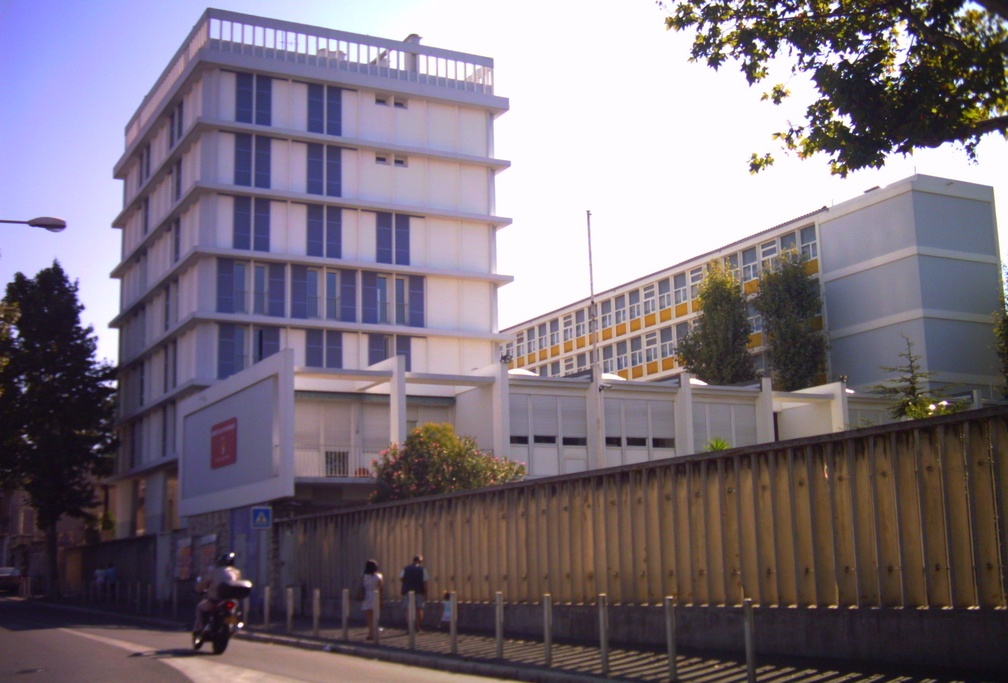
Le lycée Marcel Pagnol (vue partielle)

À l'entrée ouest du village, la place de l'Octroi rappelle que Saint-Loup était anciennement un village situé aux portes de Marseille, et que c'est à cet endroit que la ville prélevait les taxes sur toute marchandise exportée comme importée.
La place de l'église (place Guy Durand) est le cœur du village, au bord de la nationale. 
Le quartier bénéficie de nombreux espaces verts comme le parc du Vieux-Moulin (qui descend de la place jusqu'au fleuve de l'Huveaune) ou le parc Saint-Cyr.
Le canal de Marseille longe le quartier au sud-est. Au-delà du canal, les collines de Saint-Thys, les Prudhommes, les Trois-Ponts et le parc des Bruyères s'offrent à la promenade et permettent de profiter de la nature sans sortir de la ville. Il est d'ailleurs de moins en moins rare d'y croiser des sangliers à la tombée de la nuit.
Le lycée Marcel Pagnol, construit dans les années 1960, est l'un des plus gros lycées de Marseille. Avec le lycée Jean Perrin de Saint-Tronc, il accueille la totalité des élèves du quart sud-est de la ville. Il constitue avec le collège Les Bartavelles une véritable cité scolaire au sein du quartier.

## Célébrités
- Abbé Jean-Jacques Cayol, 1812-1869, ecclésiaste, historien, professeur.
- Marcel Pagnol, 1895-1974, écrivain, dramaturge et cinéaste. Son père fut instituteur à l'école de Saint-Loup qui se trouvait en face de la boucherie casher, une plaque en atteste. Il y apprit à lire... seul[18].
- Stéphane Sparagna, footballeur[19].
- Marcel De Falco, footballeur.